# Хвосты (мультфильм)
«Хвосты» — советский рисованный мультипликационный фильм 1966 года, снятый режиссёром Владимиром Полковниковым по сценарию Владимира Сутеева. Его герои — лесные звери, наделённые яркими человеческими характерами.

## Сюжет
Однажды Лиса, преследуемая охотничьими собаками, случайно потеряла свой хвост. Свидетельница этого, Сорока-белобока, предлагает проходящим лесным зверям взять этот хвост себе. Ёжик отказывается, а Заяц по совету Сороки-белобоки взамен на свой цепляет себе лисий.
Лиса, вернувшись и не найдя свой хвост, по совету той же Сороки прицепила себе оставшийся заячий хвостик. Тем временем заячья семья с позором изгоняет Зайца с лисьим хвостом и требует вернуть ему свой хвост.
Лисе тоже не повезло: белки высмеяли её с заячьим хвостом и забросали шишками. Тогда Лиса, повстречав Волка, выменивает себе волчий хвост на заячий.
Получив каждый себе чужие хвосты, Заяц, Лиса и Волк сталкиваются с неожиданными проблемами в лесу и теперь пытаются вернуть свои родные хвосты. Мудрый Ёжик помогает Зайцу вернуть заячий хвостик у Волка в обмен на лисий. Волк же, получив лисий хвост, не собирается отдавать его хозяйке, в результате чего между ними возникает драка, в ходе которой они снова теряют свои хвосты.
Мораль, звучащая в мультфильме: «От добра добра не ищут».

## Над фильмом работали

### Создатели
- Автор сценария — Владимир Сутеев
- Режиссёр — Владимир Полковников
- Художник-постановщик — Александр Волков
- Композитор — Вадим Гамалия
- Оператор — Нина Климова
- Звукооператор — Борис Фильчиков
- Редактор — Зинаида Павлова
- Ассистент режиссёра — Елена Туранова
- Монтажёр — Любовь Георгиева
- Ассистент художника — Владимир Морозов
- Художники: Рената Миренкова, Татьяна Таранович, Ольга Орлова, Юрий Бутырин, Леонид Каюков, Владимир Крумин, Дмитрий Анпилов, Марина Рогова, Владимир Рогов
- Роли озвучивали: 
  - Елена Понсова — Сорока-белобока,
  - Ольга Аросева — Лиса,
  - Георгий Вицин — Заяц-Косой,
  - Анатолий Папанов — Волк,
  - Сергей Цейц — Ёжик,
  - Клара Румянова — белки (в титрах не указана).
- Директор картины — Фёдор Иванов.

## VHS
В 1999 году мультфильм был выпущен на VHS-кассете под названием: «Самые любимые мультики. Выпуск 2» компанией «СОЮЗ Видео». Мультфильмы на кассете: «Мешок яблок», «Три лягушонка. Выпуск 2», «Три лягушонка. Выпуск 3», «Хвосты», «Катерок», «Ровно в три пятнадцать…», «Кошкин дом».

## DVD
В 2005 году мультфильм был выпущен на DVD компанией «Союз-видео». Цифровая реставрация изображения и звука при записи использована не была. Содержание: «Хвосты», «Лиса Патрикеевна», «Лиса-строитель», «Крашеный лис», «Лиса и волк», «Лиса и заяц», «Ворона и лисица, кукушка и петух», «Пойга и лиса».
Звук — русский Dolby Digital 1.0 Mono, региональный код — 0 (All), изображение — Standart 4:3 (1,33:1), цвет — PAL, дистрибьютор — «Крупный План».